# Gabriela Míčová
Gabriela Míčová (* 25. února 1975 Prostějov) je česká herečka. Za roli Romi v divadelní hře Odpad město smrt obdržela v roce 2012 Cenu Thálie pro nejlepší herečku v činohře a Cenu Divadelních novin za herecký výkon sezony bez ohledu na žánr. Stejnou roli si zahrála i ve stejnojmenné filmové verzi a získala za ni Českého lva pro nejlepší herečku v hlavní roli a Cenu české filmové kritiky za nejlepší ženský herecký výkon v hlavní roli.

## Životopis
Vystudovala střední zdravotnickou školu a poté byla rok na praxi v nemocnici jako zdravotní sestra. Ovšem v této době navštívila brněnské Divadlo Husa na provázku a rozhodla se své rozhodnutí přehodnotit.Dva roky studovala na soukromé herecké škole v Šumperku a poté úspěšně složila přijímací zkoušky na DAMU, obor činoherní herectví, kde absolvovala v roce 2002 a získala cenu děkana DAMU za mimořádnou úroveň výsledků po celou dobu studia a za originalitu v kreativních projektech.
Po absolvování nastoupila do Divadla Komedie, kde byla v angažmá až do roku 2012, kdy bylo divadlo zrušeno.Její nejznámější divadelní rolí se stala prostitutka Romi ve hře Odpad, město, smrt. Za tuto roli získala Cenu Thálie a Cenu Divadelních novin a byla nominována na Cenu Alfréda Radoka. V roce 2012 se režisér Jan Hřebejk rozhodl tuto divadelní hru převést do filmové podoby, opět s Gabrielou Míčovou v hlavní roli.Ta posléze získala i Českého lva pro nejlepší herečku v hlavní roli a uspěla na Cenách české filmové kritiky. Od té doby se začala více objevovat ve filmech i v televizi. V roce 2014 se například objevila ve vedlejší roli v televizním seriálu První republika a ve filmech Tři bratři a Pohádkář. V roce 2015 hrála v televizním seriálu Mamon a v roce 2016 v televizním filmu Zločin v Polné.
V roce 2012 spoluzaložila s Monikou A. Fingerovou a Danou Polákovou občanské sdružení Spolek 2012. Formou divadelního představení Spolek 2012 otevírá téma šikany prostřednictvím tří inscenovaných modelových situací. Živé interaktivní představení o šikaně je zaměřeno na školáky a školačky 1. – 5. tříd základních škol.  

## Divadlo

### Divadlo Komedie
- 1999 – Lidumor aneb Má játra beze smyslu
- 2003 – Antiklimax, Alenka v kraji divů
- 2004 – Solingen (rána z milosti), U cíle, Klára S.
- 2005 – Miriam, Předtím/Potom, Hořké slzy Petry von Kantové, Zmatky chovance Törlesse, Vodičkova-Lazarská (Příběhy nalezené na ulici)
- 2006 – Světanápravce, Vyšetřování pokračuje, Sportštyk, Žižkov
- 2007 – Proces, Kabaret Ivan Blatný, Faust, Nosferatu
- 2008 – Nadváha, nedůležité: Neforemnost, Karlovo náměstí, Snílci, Spiknutí
- 2009 – Goebbels / Baarová, Hosté, Lvíče, Ekologická pohádka
- 2010 – Černé panny, Spílání publiku 2010, Touhy a výčitky
- 2011 – Legenda o svatém pijanovi, Poslední chvíle lidstva, Odpad, město, smrt
- 2012 – Hodina, ve které jsme o sobě nevěděli
- 2018 – Zjevení pudla

### Další divadla
- 2005 – Noc tribádek, A studio Rubín
- 2007 – Česká pornografie, Divadelní studio Továrna
- 2008 – Políbila Dubčeka, Divadelní studio Továrna
- 2011 – Soukromý skandál, Studio DVA
- 2012 – Ženy přežijí, Studio DVA
- 2012 – Církev, Studio Hrdinů
- 2013 – Podivný případ se psem, Městské divadlo Kladno
- 2013 – Duende, Divadlo Na zábradlí
- 2013 – Klíčovou dírkou, Činoherní klub
- 2014 – DNArt, Studio Hrdinů
- 2014 – Říše zvířat, Studio Hrdinů
- 2015 – Bratři Karamazovi, Činoherní klub
- 2016 – Pan Theodor Mundstock, Studio Hrdinů
- 2018 – Královna duchů, Studio Rote/A studio Rubín
- 2019 – 8 hlav šílenství, Studio hrdinů
- 2020 – 294 statečných, Divadlo pod Palmovkou
- 2021 – Višňový sad, Divadlo pod Palmovkou
- 2022 – Galapágy, Městská divadla pražská
- 2022 – Kočka na rozpálené plechové střeše, Činoherní klub
- 2022 – Moskoviáda, Divadlo X10
- 2023 – Jack staví dům, Městská divadla pražská

## Filmografie
| Rok  | Název                        | Role                           | Poznámky                                       |
| ---- | ---------------------------- | ------------------------------ | ---------------------------------------------- |
| 2010 | Mamas & Papas                | hlídací teta                   | celovečerní film                               |
| 2012 | Zázraky života               | bez jména                      | televizní seriál                               |
| 2012 | Modrý tygr                   | Kráčmerová                     | celovečerní film                               |
| 2012 | Odpad město smrt             | Romi                           | celovečerní film                               |
| 2013 | Nevinné lži                  | Bendová                        | televizní seriál                               |
| 2014 | První republika              | Anna Toufarová                 | televizní seriál                               |
| 2014 | Život a doba soudce A. K.    | Veronika Fajtová               | televizní seriál, epizoda: „Osamělost“         |
| 2014 | Tři bratři                   | matka                          | celovečerní film                               |
| 2014 | Pohádkář                     | Tereza                         | celovečerní film                               |
| 2015 | Mamon                        | Eva Vlčková                    | televizní seriál                               |
| 2016 | Zločin v Polné               | Anna Auředníčková              | televizní film                                 |
| 2016 | Já, Olga Hepnarová           | Rabská                         | celovečerní film                               |
| 2016 | Zloději zelených koní        | Jarmila                        | celovečerní film                               |
| 2016 | Jako z filmu                 | Gabriela Steinerová            | experimentální film                            |
|      | Vlk z Královských Vinohrad   | bez jména                      | celovečerní film                               |
| 2017 | Bohéma                       | Nina Burianová                 | televizní seriál                               |
| 2017 | Zahradnictví: Rodinný přítel | Ela                            | celovečerní filmová trilogie                   |
| 2017 | Zahradnictví II: Dezertér    | Ela                            | celovečerní filmová trilogie                   |
| 2017 | Zahradnictví III: Nápadník   | Ela                            | celovečerní filmová trilogie                   |
| 2017 | Život a doba soudce A. K.    | obhájkyně Fišerová             | televizní seriál                               |
| 2018 | Na hory                      | matka                          | krátkometrážní film                            |
| 2018 | Neptun                       | novinářka                      | krátkometrážní film                            |
| 2018 | Specialisté                  | MUDr. Iva Malinková            | televizní seriál                               |
| 2018 | Dáma a Král                  |                                | televizní seriál, díl: „Jak ukrást Rembrandta“ |
| 2019 | Živé terče                   | Pavla Bártová                  | televizní minisérie                            |
| 2019 | Případ dvou sester           | Alena Kášová / Daniela Jásková | televizní film                                 |
| 2021 | Božena                       | Jurenková                      | televizní seriál                               |
| 2022 | Slovo                        | dcera                          | celovečerní film                               |
| 2022 | Oběť                         | starostka                      | celovečerní film                               |
| 2022 | Odznak Vysočina              |                                | televizní seriál, díl: Na samotě               |
| 2023 | Sedm schodů k moci           | manželka                       | televizní seriál                               |